# Tupolev Tu-98
Tupolev Tu-98 (Tên mã NATO Backfin) là một mẫu thử máy bay ném bom phản lực cánh xuôi sau của Liên Xô, do viện thiết kế Tupolev phát triển.

## Tính năng kỹ chiến thuật (Tu-98)
Đặc điểm tổng quát
- Tổ lái: 3
- Chiều dài: 32,06 m (105 ft 2 in)
- Sải cánh: 17,27 m (56 ft 8 in)
- Chiều cao: 8,06 m (26 ft 5 in)
- Diện tích cánh: 87,5 m² (941 ft²)
- Trọng lượng rỗng: kg (lb)
- Trọng lượng có tải: kg (lb)
- Trọng lượng cất cánh tối đa: 39.000 kg (85.800 lb)
- Động cơ: 2 × Lyulka AL-7F kiểu turbojet, 93,2 kN (20.900 lbf) mỗi chiếc

 Hiệu suất bay 
- Vận tốc cực đại: 1.365 km/h (737 kn, 853 mph)
- Tầm bay: 2.440 km (1.320 nmi, 1.530 mi)
- Trần bay: 12.750 m (41.800 ft)
- Vận tốc leo cao: m/s (ft/phút)
- Tải trên cánh: 445,7 kg/m² (91,2 lb/ft²)
- Lực đẩy/trọng lượng: 0,49

Trang bị vũ khí

- Pháo: 3 × pháo tự động 23 mm Nudelman-Rikhter NR-23
- Bom: 5.000 kg (11.000 lb)